# Liste des ambassadeurs de France aux Palaos
La représentation diplomatique de la République française auprès de la république des Palaos est située à l'ambassade de France à Manille, capitale des Philippines, et son ambassadrice est, depuis 2024, Marie Fontanel.

## Représentation diplomatique de la France
Territoire autonome en libre association avec les États-Unis depuis 1978 après leur refus d'intégrer les États fédérés de Micronésie, les Palaos deviennent une République indépendante le 1er octobre 1994 et membre des Nations unies le 15 décembre 1994, même si la politique étrangère, la défense et la sécurité continuent de dépendre des États-Unis. Les relations avec la France restent peu significatives. Néanmoins, depuis 1997, l'ambassadeur de France à Manille est accrédité auprès du président des Palaos. Auparavant, le territoire dépendait du consulat général d'Honolulu, aujourd'hui simple agence consulaire intégrée à la circonscription de San Francisco.

## Ambassadeurs de France aux Palaos
| De   | À    | Ambassadeur                   | Résidence |
| ---- | ---- | ----------------------------- | --------- |
| 1997 | 1999 | Samuel Le Caruyer de Beauvais | Manille   |
| 1999 | 2002 | Gilles Chouraqui              | Manille   |
| 2002 | 2005 | Renée Sillon-Veyret           | Manille   |
| 2005 | 2009 | Gérard Chesnel                | Manille   |
| 2009 | 2012 | Thierry Borja de Mozota       | Manille   |
| 2012 | 2015 | Gilles Garachon               | Manille   |
| 2015 | 2018 | Thierry Mathou                | Manille   |
| 2018 | 2021 | Nicolas Galey                 | Manille   |
| 2021 | 2024 | Michèle Boccoz                | Manille   |
| 2024 | auj. | Marie Fontanel                | Manille   |

## Consulat
Les Palaos appartiennent à la circonscription consulaire de Manille et disposent d'un consul honoraire basé à Koror.